# Uzan (Pyrénées-Atlantiques)
Uzan ist eine französische Gemeinde mit 164 Einwohnern (Stand 1. Januar 2022) im Département Pyrénées-Atlantiques in der Region Nouvelle-Aquitaine (vor 2016: Aquitanien). Die Gemeinde gehört zum Arrondissement Pau und zum Kanton Artix et Pays de Soubestre (bis 2015: Kanton Arzacq-Arraziguet).

## Geographie
Uzan liegt ca. 25 km nordwestlich von Pau in der historischen Provinz Béarn am nördlichen Rand des Départements.
Zu Uzan gehören neben der Hauptsiedlung die Weiler Lavignasse und Morlanne.
Umgeben wird Uzan von den Nachbargemeinden:
|               | Bouillon                                    | Garos      |
| Géus-d’Arzacq | Kompassrose, die auf Nachbargemeinden zeigt | Larreule   |
| Arnos         | Boumourt                                    | Mazerolles |

Uzan liegt im Einzugsgebiet des Flusses Adour.
Der Luy de Béarn fließt durch das Gebiet der Gemeinde zusammen mit seinem Nebenfluss, dem Uzan, der hier in den Luy mündet.

## Geschichte
Am Ende des 13. Jahrhunderts ermutigten die Benediktinermönche aus Larreule die Gründung einer Bastide im Dorf von Uzan. Davon zeugt heute noch eine gewisse Geometrie im Aufbau des Zentrums der Gemeinde. Bei der Volkszählung im Béarn im Jahre 1385 wurden in Uzan 23 Haushalte gezählt. Das Dorf gehörte zur Bailliage von Pau. Im 16. Jahrhundert legten die Bewohner einen Eid gegenüber dem Kloster von Larreule, was ihnen erlaubte, das Land gegen eine jährliche Abgabe zu nutzen.
Toponyme und Erwähnungen von Uzan waren:
- Usan (12. Jahrhundert, laut Pierre de Marcas Buch Histoire de Béarn, S. 267),
- Usan (1409, Urkunden der Vicomté des Béarn, E. 2620),
- Sente-Quiterie d’Usan (1487, Notare aus Larreule, Nr. 2, Blatt 15),
- Ussan (1505, Notare aus Garos),
- Usan (1750, Karte von Cassini),
- Uzan (1793, Notice Communale),
- Usan (1801, Bulletin des lois) und
- Uzan (1863, Dictionnaire topographique du département des Basses-Pyrénées).[3][4][5]

### Einwohnerentwicklung
Nach Beginn der Aufzeichnungen stieg die Einwohnerzahl in der ersten Hälfte des 19. Jahrhunderts auf einen Höchststand von rund 350. In der Folgezeit stagnierte die Größe der Gemeinde bis zu den 1870er Jahren auf rund 235, erholte sich kurzzeitig in den 1880er Jahren auf rund 275, bevor eine längere Phase eines Bevölkerungsrückgangs einsetzte, der bis in das erste Jahrzehnt des 21. Jahrhunderts andauerte. In jüngster Zeit könnte hingegen wieder eine Erholungsphase eingesetzt haben.
| Jahr      | 1962 | 1968 | 1975 | 1982 | 1990 | 1999 | 2006 | 2010 | 2022 |
| --------- | ---- | ---- | ---- | ---- | ---- | ---- | ---- | ---- | ---- |
| Einwohner | 171  | 166  | 146  | 164  | 156  | 153  | 151  | 151  | 164  |

## Sehenswürdigkeiten

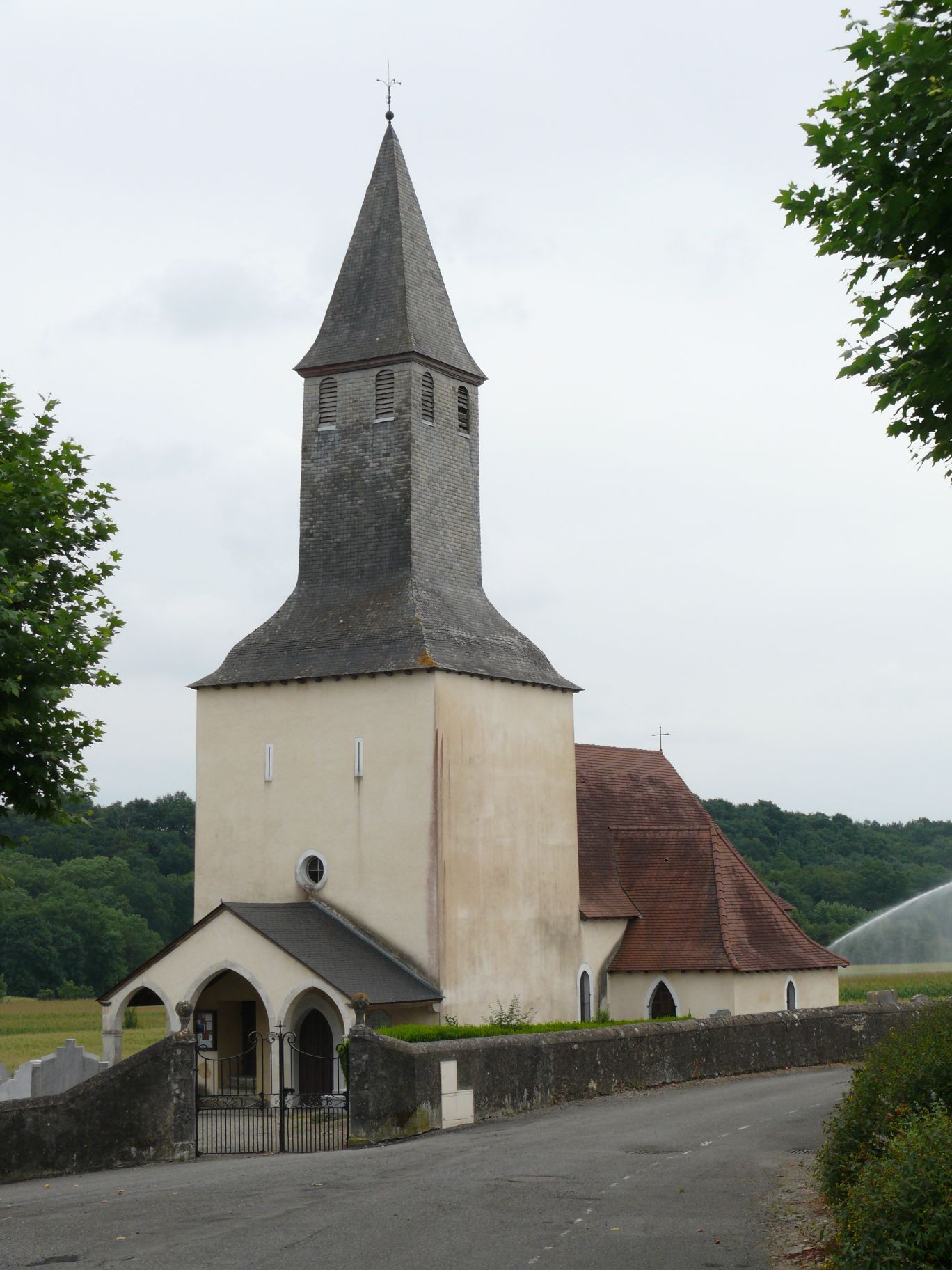
Pfarrkirche Sainte-Quitterie

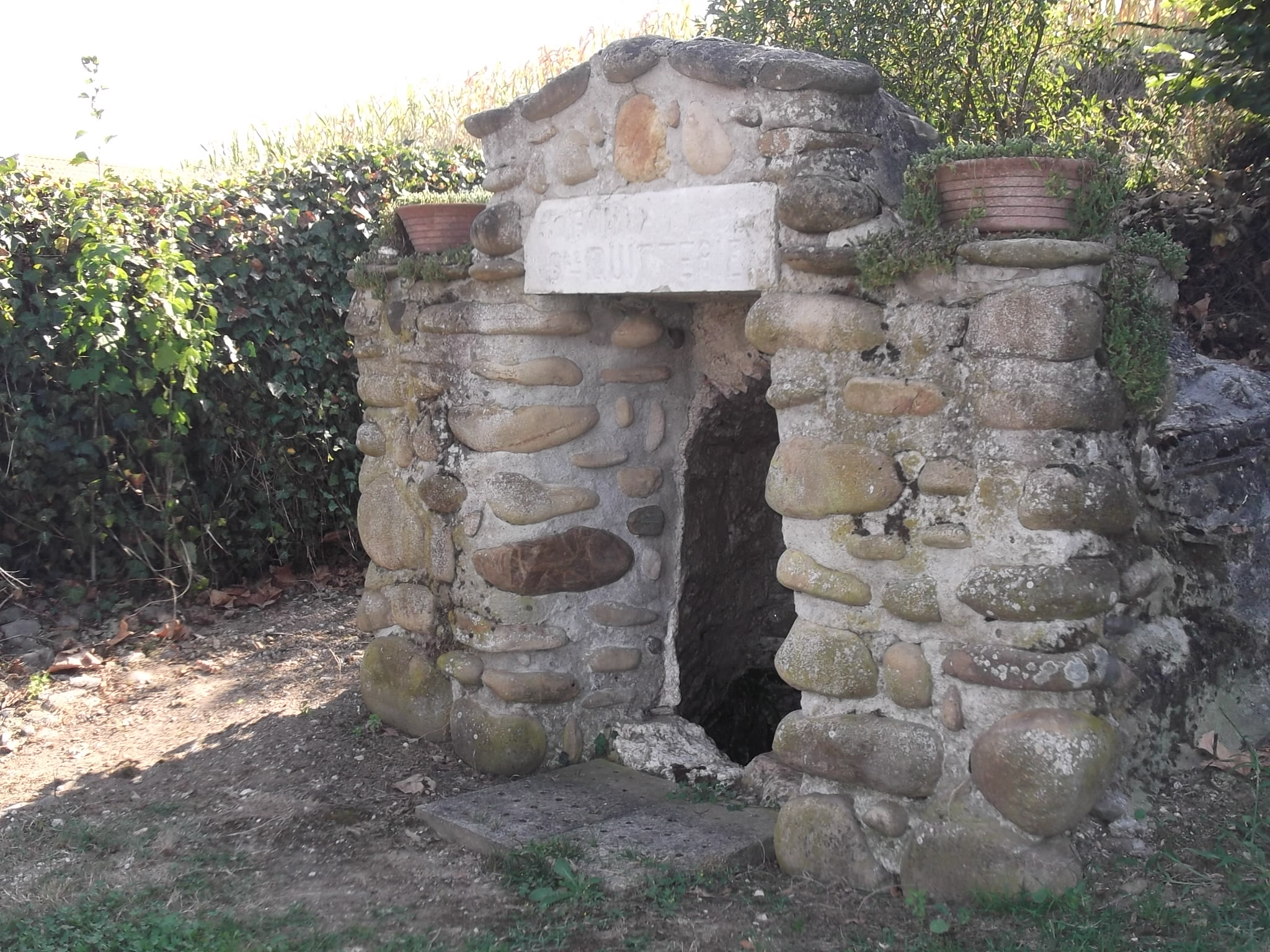
Quelle Sainte-Quitterie

- Pfarrkirche, gewidmet der heiligen Quiteria. Sie wurde unterhalb des Zentrums der Gemeinde unweit der Quelle der heiligen Quiteria errichtet. Obwohl sie erst 1487 erstmals in den Aufzeichnungen erwähnt wurde, ist diese Wallfahrtsstätte älter und datiert vermutlich aus dem 12. Jahrhundert. Im 19. und im 20. Jahrhundert fanden umfangreiche Restaurierungen und Umbauten statt. Die Seitenkapellen stammen aus dem 14. oder 15. Jahrhundert und öffnen sich dem einschiffigen Langhaus über zwei Spitzbögen, die mit abgeschrägten Werksteinen eingefasst sind. Die Kirche birgt u. a. zwei Nebenaltäre aus dem 18. Jahrhundert, die als nationale Kulturgüter registriert sind.[7][8] Die Quelle der heiligen Quiteria stand lange Zeit im Ruf, gegen Augenkrankheiten und gegen Zahn- und Kopfschmerzen zu helfen. Sie wurde wie die Kirche 1487 erwähnt, aber die Devotion fand bereits früher statt. Die im 20. Jahrhundert restaurierte Quelle präsentiert sich heute als Nische aus Stein, die sich am Hang in ein flaches Wasserbecken öffnet, das mit sehr klarem Wasser gefüllt ist.[9]

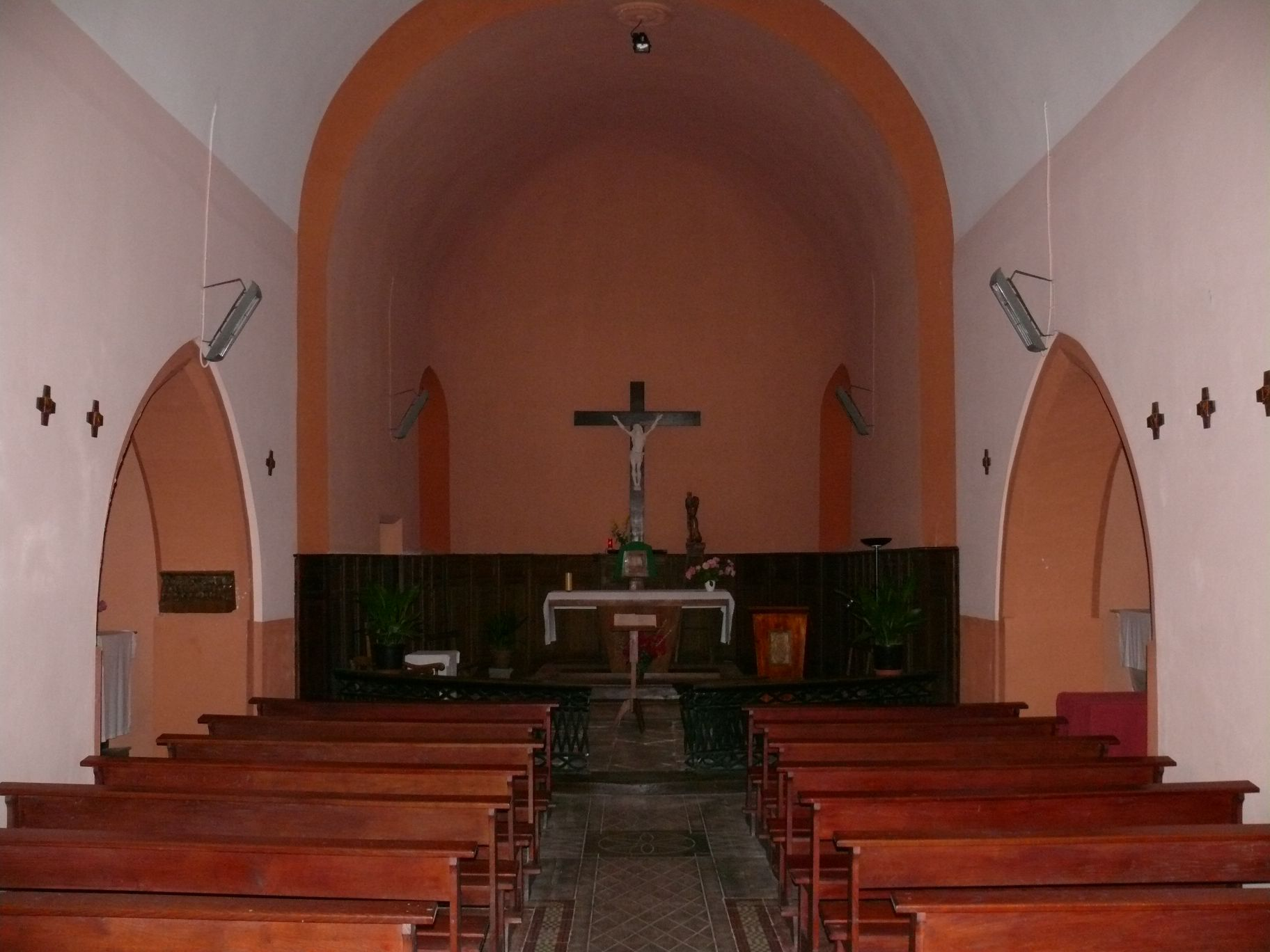
Blick auf den Chor
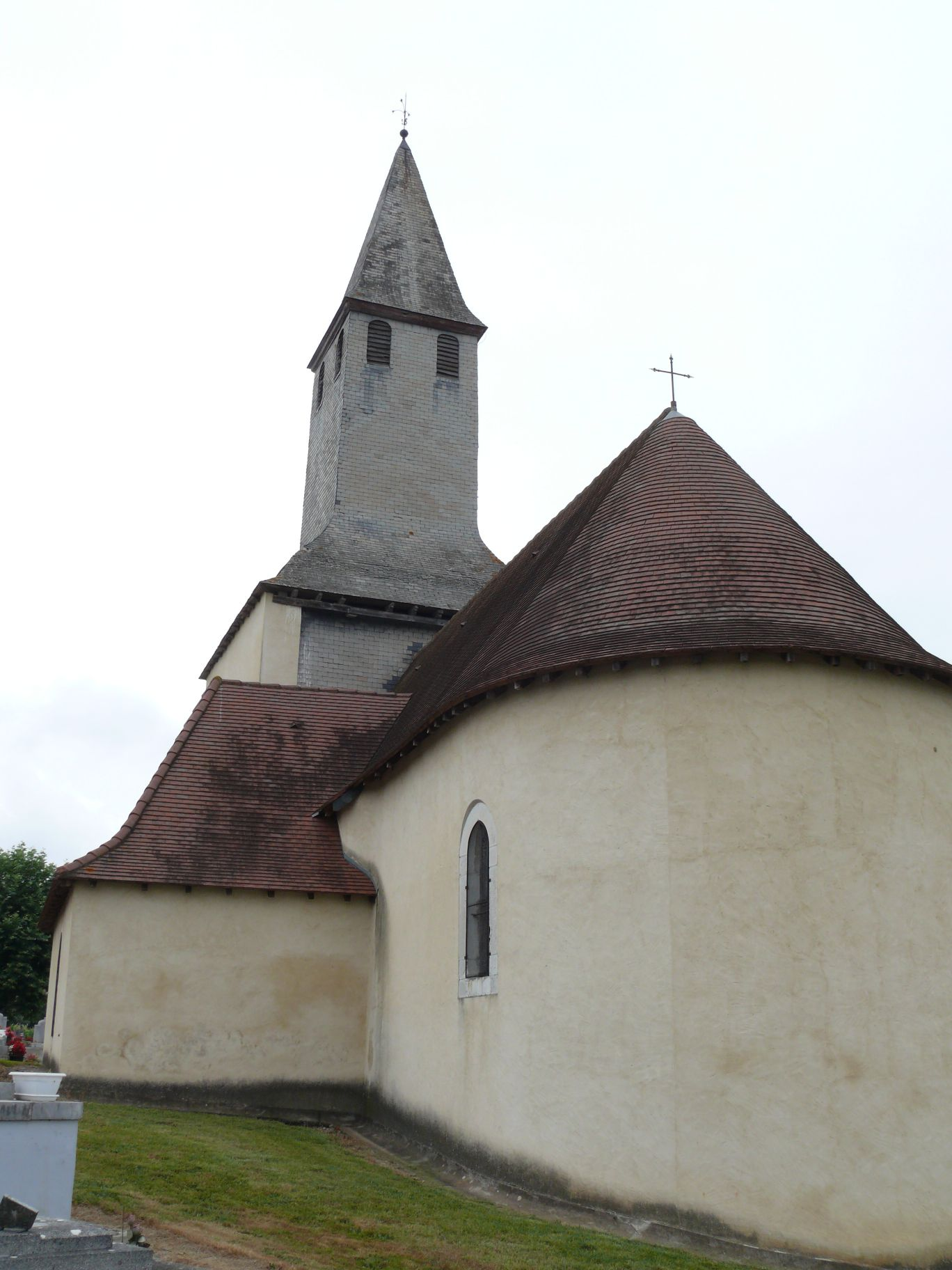
Blick auf die Apsis
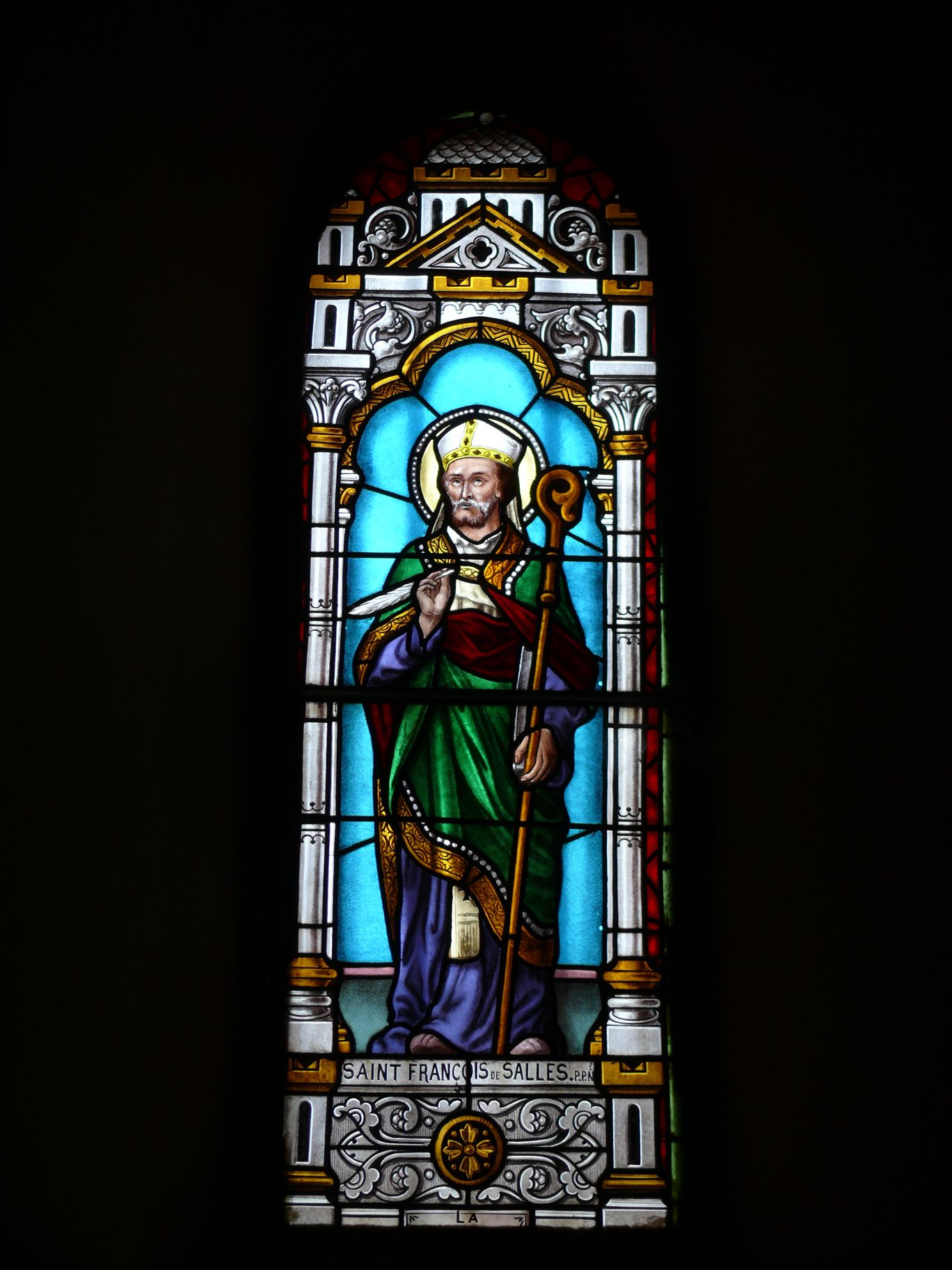
Glasfenster mit Franz von Sales
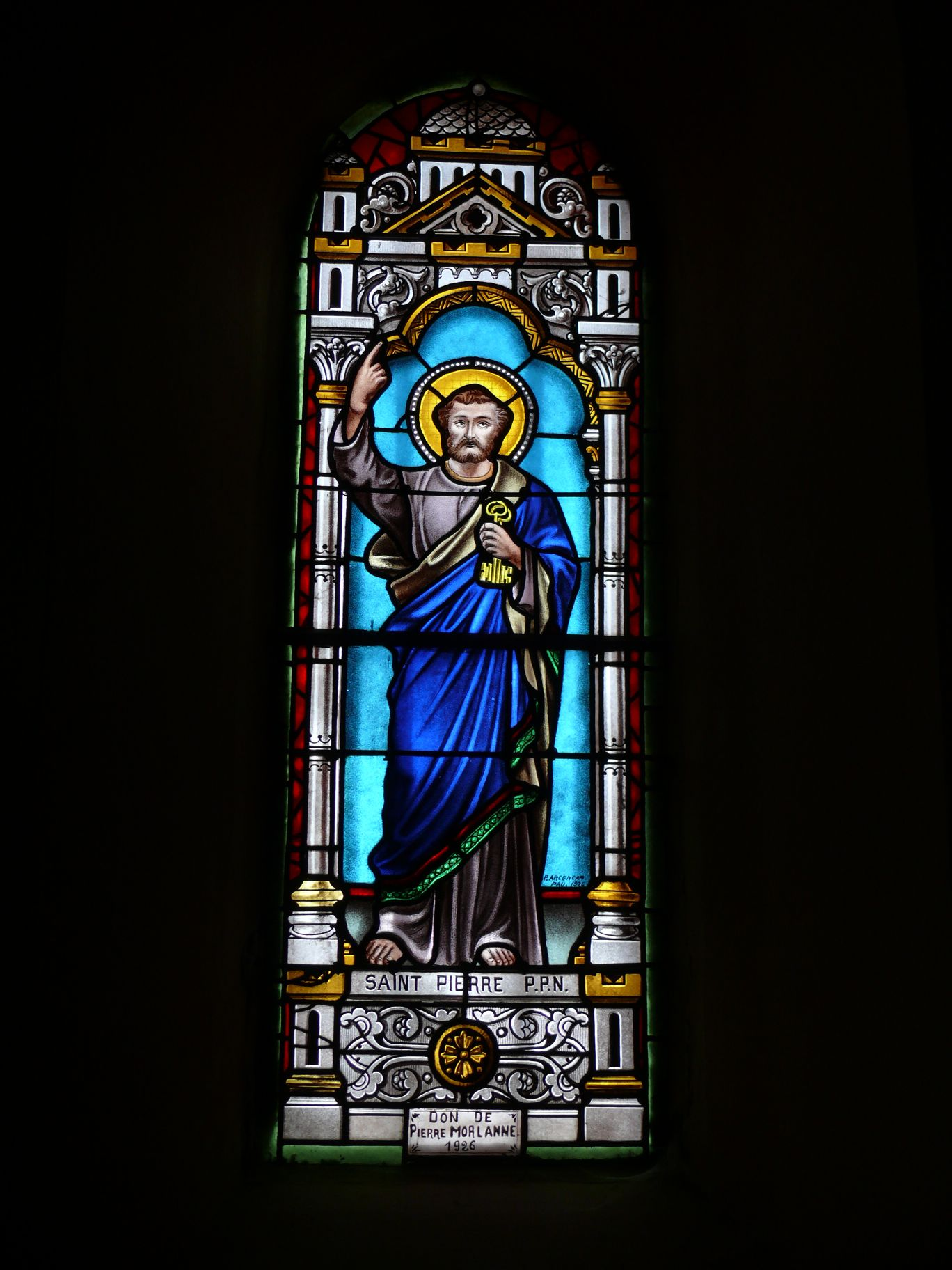
Glasfenster mit dem Apostel Petrus
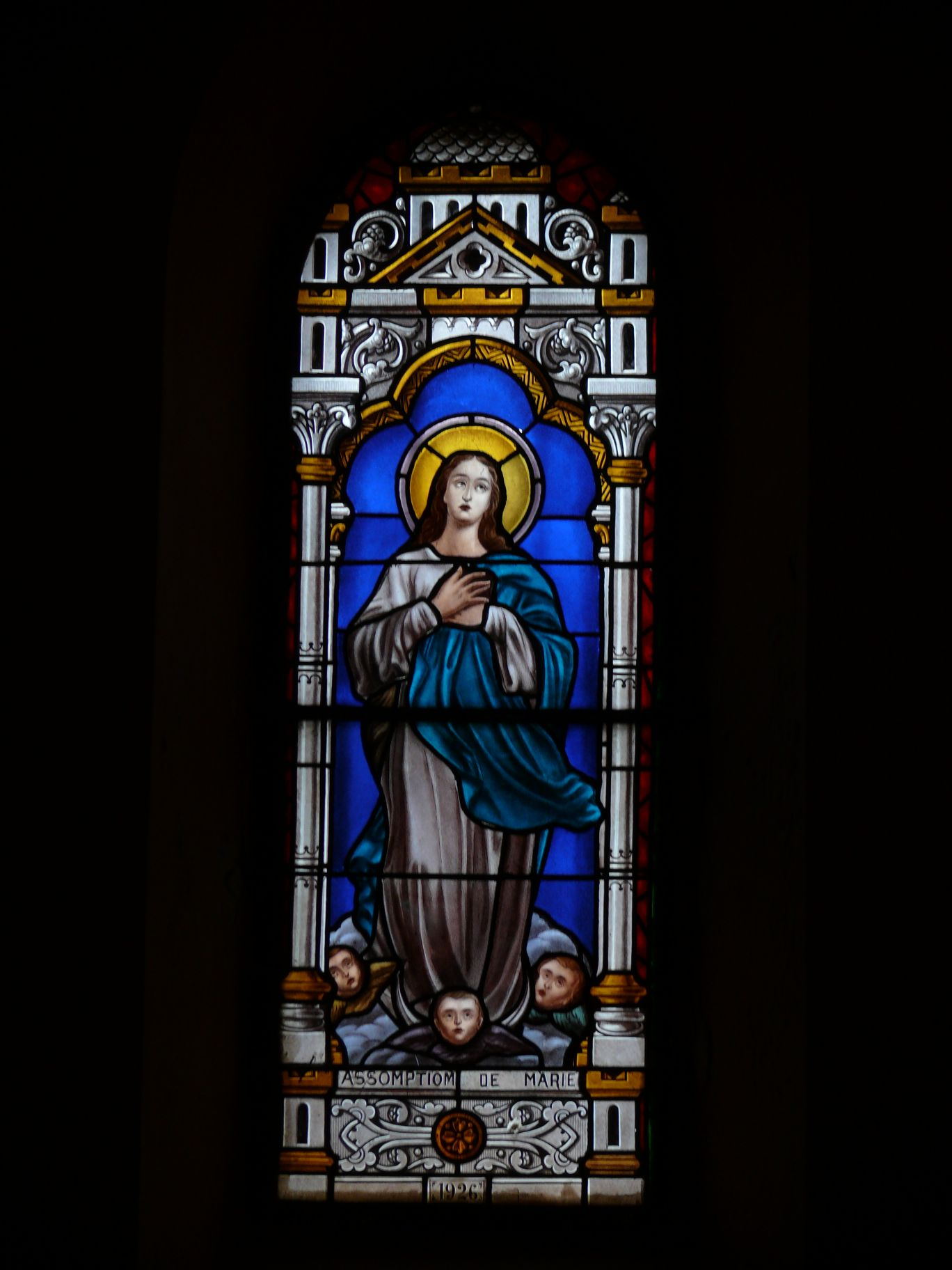
Glasfenster mit dem Motiv der Himmelfahrt Marias

## Wirtschaft und Infrastruktur
Die Landwirtschaft ist traditionell der wichtigste Wirtschaftsfaktor der Gemeinde.

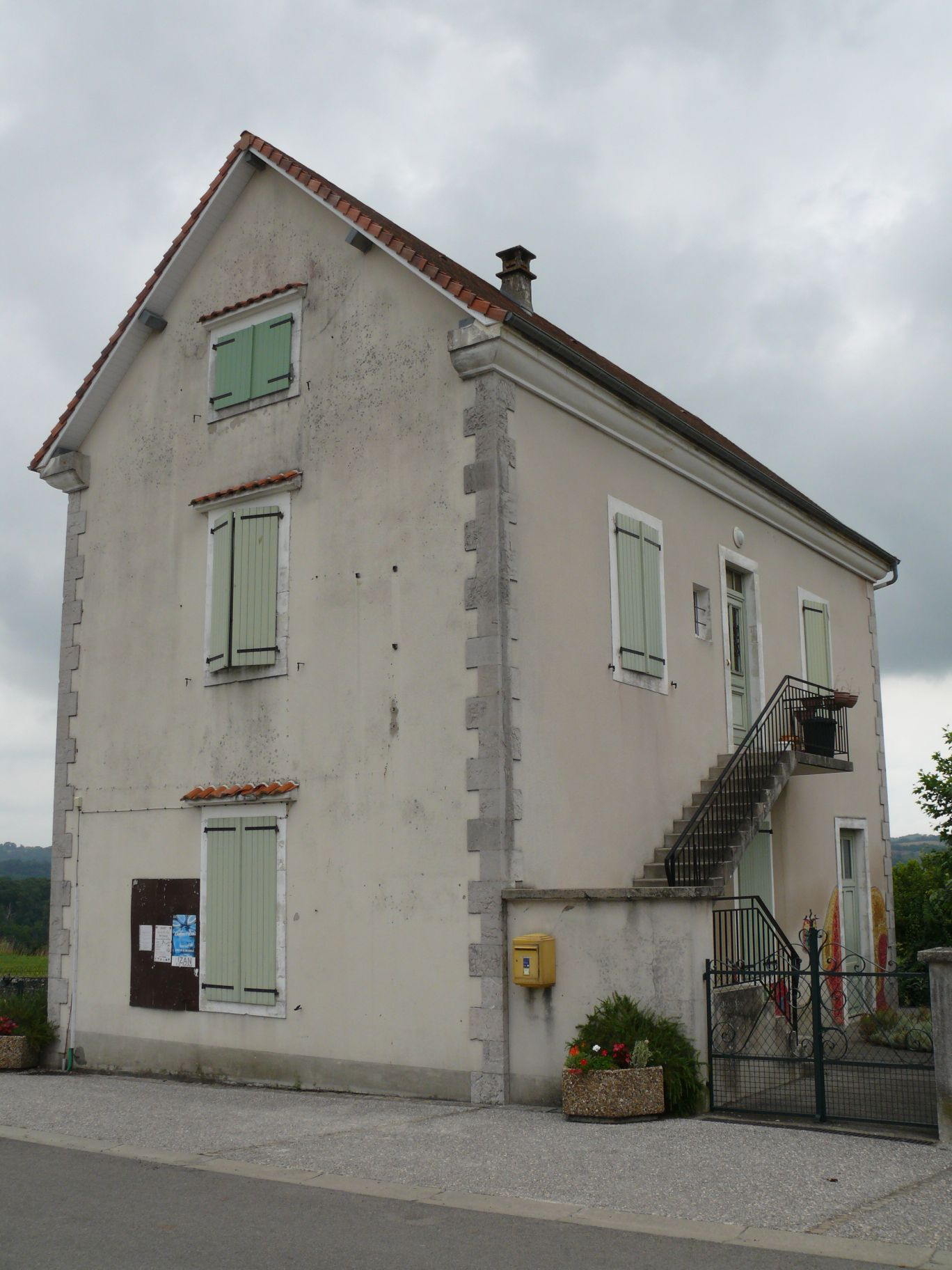
Schulgebäude von Uzan

### Bildung
Die Gemeinde verfügt über eine öffentliche Grundschule mit 22 Schülerinnen und Schülern im Schuljahr 2017/2018.

### Sport und Freizeit
Der Fernwanderweg „GR 65“ von Genf nach Roncesvalles führt durch das Gemeindegebiet. Er folgt ab Le Puy-en-Velay der Via Podiensis, einem der vier historischen Wege der Jakobspilger in Frankreich.

### Verkehr
Uzan ist erreichbar über die Routes départementales 49, 262, 276 und 945, der ehemaligen Route nationale 645.